# 拉尔夫·刘易斯
拉尔夫·阿道弗斯·刘易斯（英語：Ralph Adolphus Lewis，1963年3月28日—），美国NBA联盟前职业篮球运动员。他在1985年的NBA选秀中第6轮第23顺位被波士顿凯尔特人选中。